# Erysimum incanum
Erysimum incanum (укр. Жовтушник сивий) — вид квіткових рослин родини капустяних (Brassicaceae).

## Поширення
Західносередземноморський вид. Поширений в Іспанії, Португалії та Марокко.